# Mecynippus pubicornis
Mecynippus pubicornis là một loài bọ cánh cứng trong họ Cerambycidae.